# American Physical Society
American Physical Society (APS; Amerykańskie Towarzystwo Fizyczne) – amerykańskie stowarzyszenie naukowe fizyków, założone 20 maja 1899 z inicjatywy Arthura Gordona Webstera, mające na celu popieranie i rozwój wiedzy o fizyce. Stowarzyszenie liczące około 40 tysięcy członków ma swoją siedzibę w College Park (Maryland), USA. 
Stowarzyszenie wydaje od roku 1913 czasopismo fachowe „Physical Review”. Obecnie wydawcą jest American Institute of Physics, a czasopismo zostało podzielone na wydawnictwa o węższych specjalizacjach. 
Stowarzyszenie jest fundatorem wielu nagród naukowych, m.in. Oliver E. Buckley Condensed Matter Prize, nagrody im. Hansa A. Bethego, nagrody im. Davissona i Germera, nagrody Toma W. Bonnera z dziedziny fizyki jądrowej, nagrody im. Abrahama Paisa, nagrody Sakurai, nagrody im. Jamesa Clerka Maxwella z dziedziny fizyki plazmy, nagrody im. Maxa Delbrücka, nagrody im. Alberta Einsteina, nagrody im. Dannie Heinemana z dziedziny fizyki matematycznej, nagrody im. Jesse W. Beamsa, nagrody im. Juliusa Edgara Lilienfelda, nagrody im. Arthura Leonarda Schawlowa z dziedziny fizyki laserów oraz nagrody im. Wolfganga K. H. Panofsky’ego z dziedziny doświadczalnej fizyki cząstek. 
W roku 2005 Amerykańskie Towarzystwo Fizyczne objęło kierownictwo amerykańskiego udziału w Międzynarodowym Roku Fizyki 2005.
Wybór na członka Stowarzyszenia uważany jest za zaszczytne wyróżnienie.